# Siobhan Marshall
Siobhan Marshall (Auckland, 12 giugno 1983) è un'attrice neozelandese.

## Biografia
Nata ad Auckland, comincia fin da bambina la sua carriera, comparendo in spot pubblicitari o in programmi per ragazzi tra il 1996 e il 1999 in Nuova Zelanda.
La sua carriera si arresta ma dopo qualche episodio in Shortland Street diventa la protagonista di Outrageous Fortune - Crimini di famiglia, unico ruolo importante presente nel suo curriculum. Dopo questa serie Siobhan non viene più ingaggiata e, durante un viaggio in Germania, fa un provino per un film e viene presa. Dal 2013 è tra le protagoniste della serie The Blue Rose.

## Filmografia

### Televisione
- Shortland Street – serie TV, 7 episodi (2004-2005) - Siobhan O'Leary
- Outrageous Fortune - Crimini di famiglia  – serie TV, 107 episodi (2005-2010) - Pascalle West
- Emilie Richards - Der Zauber Von Neuseeland – film TV, (2011) - Lisa Vank Sinclair
- The Almighty Jones – serie TV, 2 episodi  dal (2013) - Alex Jhonson
- The Blue Rose – serie TV, 13 episodi  dal (2013) - Linda Frame